# Per Krøldrup
Per Billeskov Krøldrup (Farsø, 31 luglio 1979) è un ex calciatore danese, di ruolo difensore.

## Caratteristiche tecniche
Centrale di difesa, forte fisicamente e dalla buona elevazione, possedeva un'ottima capacità di anticipo sulla palla.

## Carriera

### Club
Inizia la sua carriera nelle giovanili del B.93 nella stagione 1998-1999. Esordisce in prima squadra l'anno successivo, rimanendo in patria fino al termine del campionato 2000-2001.
Nell'estate del 2001 viene acquistato dal club italiano dell'Udinese, nel quale gioca 91 partite, segnando 3 gol, tra il 2001 e il 2005.
Nell'estate del 2005 si trasferisce all'Everton, in Inghilterra, dove però gioca solo due partite per poi fare ritorno in Italia nel 2006, stavolta alla Fiorentina. In maglia viola fa il suo esordio in UEFA Champions League il 12 agosto 2008, nel preliminare giocato contro lo Slavia Praga e vinto per 2-0; invece il 17 febbraio 2010 segna il suo primo gol nella massima competizione europea, contro il Bayern Monaco. Il 30 giugno 2012 si svincola dalla società toscana.
Dopo vari mesi da disoccupato, il 7 marzo 2013 si accorda con il Pescara, sempre in Serie A. Tre giorni dopo esordisce in campionato coi biancazzurri, nella sconfitta esterna per 2-1 contro l'Atalanta. A fine stagione, a seguito della retrocessione degli abruzzesi in Serie B, lascia la squadra.
Il 3 ottobre 2013 viene ingaggiato dall'Olhanense, club di Primeira Liga, dove milita fino al termine della stagione prima di ritirarsi dal calcio giocato.

### Nazionale
Conta numerose presenze nella nazionale danese, con cui ha anche partecipato al campionato d'Europa 2004, senza però mai scendere in campo, e al campionato del mondo 2010.

## Statistiche

### Presenze e reti nei club
Statistiche aggiornate al 30 marzo 2014.
| Stagione          | Squadra           | Campionato        | Campionato | Campionato | Coppe nazionali | Coppe nazionali | Coppe nazionali | Coppe europee | Coppe europee | Coppe europee | Altre coppe | Altre coppe | Altre coppe | Totale | Totale |
| Stagione          | Squadra           | Comp              | Pres       | Reti       | Comp            | Pres            | Reti            | Comp          | Pres          | Reti          | Comp        | Pres        | Reti        | Pres   | Reti   |
| ----------------- | ----------------- | ----------------- | ---------- | ---------- | --------------- | --------------- | --------------- | ------------- | ------------- | ------------- | ----------- | ----------- | ----------- | ------ | ------ |
| 1999-2000         | B 93              | 1D                | 29         | 3          | -               | -               | -               | -             | -             | -             | -           | -           | -           | 29     | 3      |
| 2000-2001         | B 93              | 1D                | 28         | 5          | -               | -               | -               | -             | -             | -             | -           | -           | -           | 28     | 5      |
| Totale B 93       | Totale B 93       | Totale B 93       | 57         | 8          |                 | -               | -               |               | -             | -             |             | -           | -           | 57     | 8      |
| 2001-2002         | Udinese           | A                 | 10         | 1          | CI              | 0               | 0               | -             | -             | -             | -           | -           | -           | 10     | 1      |
| 2002-2003         | Udinese           | A                 | 26         | 0          | CI              | 1               | 0               | -             | -             | -             | -           | -           | -           | 27     | 0      |
| 2003-2004         | Udinese           | A                 | 30         | 2          | CI              | 3               | 0               | CU            | 2             | 0             | -           | -           | -           | 35     | 2      |
| 2004-2005         | Udinese           | A                 | 25         | 0          | CI              | 4               | 0               | CU            | 2             | 0             | -           | -           | -           | 20     | 0      |
| Totale Udinese    | Totale Udinese    | Totale Udinese    | 91         | 3          |                 | 8               | 0               |               | 4             | 0             |             | -           | -           | 103    | 2      |
| 2005-gen. 2006    | Everton           | PL                | 1          | 0          | FACup+CdL       | 1+0             | 0               | UCL+CU        | -             | -             | -           | -           | -           | 2      | 0      |
| gen.-giu. 2006    | Fiorentina        | A                 | 14         | 0          | CI              | -               | -               | -             | -             | -             | -           | -           | -           | 14     | 0      |
| 2006-2007         | Fiorentina        | A                 | 21         | 1          | CI              | 1               | 0               | -             | -             | -             | -           | -           | -           | 22     | 1      |
| 2007-2008         | Fiorentina        | A                 | 18         | 0          | CI              | 3               | 1               | CU            | 8             | 1             | -           | -           | -           | 29     | 2      |
| 2008-2009         | Fiorentina        | A                 | 20         | 0          | CI              | 1               | 0               | UCL+CU        | 4+1           | 0             | -           | -           | -           | 25     | 0      |
| 2009-2010         | Fiorentina        | A                 | 25         | 2          | CI              | 3               | 1               | UCL           | 5             | 1             | -           | -           | -           | 33     | 4      |
| 2010-2011         | Fiorentina        | A                 | 19         | 0          | CI              | 3               | 0               | -             | -             | -             | -           | -           | -           | 22     | 0      |
| 2011-2012         | Fiorentina        | A                 | 0          | 0          | CI              | 0               | 0               | -             | -             | -             | -           | -           | -           | 0      | 0      |
| Totale Fiorentina | Totale Fiorentina | Totale Fiorentina | 117        | 3          |                 | 11              | 2               |               | 18            | 2             |             | -           | -           | 146    | 7      |
| mar.-giu. 2013    | Pescara           | A                 | 5          | 0          | CI              | -               | -               | -             | -             | -             | -           | -           | -           | 5      | 0      |
| ott. 2013-2014    | Olhanense         | PL                | 20         | 4          | CP+CdL          | 1+0             | 0               | -             | -             | -             | -           | -           | -           | 21     | 4      |
| Totale carriera   | Totale carriera   | Totale carriera   | 308        | 23         |                 | 21              | 2               |               | 22            | 2             |             | -           | -           | 351    | 27     |

### Cronologia presenze e reti in Nazionale
| Cronologia completa delle presenze e delle reti in nazionale ― Danimarca | Cronologia completa delle presenze e delle reti in nazionale ― Danimarca | Cronologia completa delle presenze e delle reti in nazionale ― Danimarca | Cronologia completa delle presenze e delle reti in nazionale ― Danimarca | Cronologia completa delle presenze e delle reti in nazionale ― Danimarca | Cronologia completa delle presenze e delle reti in nazionale ― Danimarca | Cronologia completa delle presenze e delle reti in nazionale ― Danimarca | Cronologia completa delle presenze e delle reti in nazionale ― Danimarca |
| Data                                                                     | Città                                                                    | In casa                                                                  | Risultato                                                                | Ospiti                                                                   | Competizione                                                             | Reti                                                                     | Note                                                                     |
| ------------------------------------------------------------------------ | ------------------------------------------------------------------------ | ------------------------------------------------------------------------ | ------------------------------------------------------------------------ | ------------------------------------------------------------------------ | ------------------------------------------------------------------------ | ------------------------------------------------------------------------ | ------------------------------------------------------------------------ |
| 18-2-2004                                                                | Adana                                                                    | Turchia                                                                  | 0 – 1                                                                    | Danimarca                                                                | Amichevole                                                               | -                                                                        | 46’                                                                      |
| 31-3-2004                                                                | Gijón                                                                    | Spagna                                                                   | 2 – 0                                                                    | Danimarca                                                                | Amichevole                                                               | -                                                                        | 72’                                                                      |
| 28-4-2004                                                                | Copenaghen                                                               | Danimarca                                                                | 1 – 0                                                                    | Scozia                                                                   | Amichevole                                                               | -                                                                        | 66’                                                                      |
| 30-5-2004                                                                | Tallinn                                                                  | Estonia                                                                  | 2 – 2                                                                    | Danimarca                                                                | Amichevole                                                               | -                                                                        | 46’                                                                      |
| 5-6-2004                                                                 | Copenaghen                                                               | Danimarca                                                                | 1 – 2                                                                    | Croazia                                                                  | Amichevole                                                               | -                                                                        | 68’                                                                      |
| 4-9-2004                                                                 | Copenaghen                                                               | Danimarca                                                                | 1 – 1                                                                    | Ucraina                                                                  | Qual. Mondiali 2006                                                      | -                                                                        |                                                                          |
| 9-10-2004                                                                | Tirana                                                                   | Albania                                                                  | 0 – 2                                                                    | Danimarca                                                                | Qual. Mondiali 2006                                                      | -                                                                        |                                                                          |
| 13-10-2004                                                               | Copenaghen                                                               | Danimarca                                                                | 1 – 1                                                                    | Turchia                                                                  | Qual. Mondiali 2006                                                      | -                                                                        | 51’                                                                      |
| 17-11-2004                                                               | Tbilisi                                                                  | Georgia                                                                  | 2 – 2                                                                    | Danimarca                                                                | Qual. Mondiali 2006                                                      | -                                                                        |                                                                          |
| 9-2-2005                                                                 | Il Pireo                                                                 | Grecia                                                                   | 2 – 1                                                                    | Danimarca                                                                | Qual. Mondiali 2006                                                      | -                                                                        | 35’                                                                      |
| 30-3-2005                                                                | Kiev                                                                     | Ucraina                                                                  | 1 – 0                                                                    | Danimarca                                                                | Qual. Mondiali 2006                                                      | -                                                                        | 31’                                                                      |
| 2-6-2005                                                                 | Tampere                                                                  | Finlandia                                                                | 0 – 1                                                                    | Danimarca                                                                | Amichevole                                                               | -                                                                        |                                                                          |
| 8-6-2005                                                                 | Copenaghen                                                               | Danimarca                                                                | 3 – 1                                                                    | Albania                                                                  | Qual. Mondiali 2006                                                      | -                                                                        |                                                                          |
| 1-3-2006                                                                 | Tel Aviv                                                                 | Israele                                                                  | 0 – 2                                                                    | Danimarca                                                                | Amichevole                                                               | -                                                                        |                                                                          |
| 31-5-2006                                                                | Lens                                                                     | Francia                                                                  | 0 – 2                                                                    | Danimarca                                                                | Amichevole                                                               | -                                                                        | 64’                                                                      |
| 6-2-2007                                                                 | Londra                                                                   | Danimarca                                                                | 3 – 1                                                                    | Australia                                                                | Amichevole                                                               | -                                                                        | 76’                                                                      |
| 17-11-2007                                                               | Belfast                                                                  | Irlanda del Nord                                                         | 2 – 1                                                                    | Danimarca                                                                | Qual. Euro 2008                                                          | -                                                                        |                                                                          |
| 21-11-2007                                                               | Copenaghen                                                               | Danimarca                                                                | 3 – 0                                                                    | Islanda                                                                  | Qual. Euro 2008                                                          | -                                                                        | 77’                                                                      |
| 6-2-2008                                                                 | Nova Gorica                                                              | Slovenia                                                                 | 1 – 2                                                                    | Danimarca                                                                | Amichevole                                                               | -                                                                        |                                                                          |
| 26-3-2008                                                                | Herning                                                                  | Danimarca                                                                | 1 – 1                                                                    | Rep. Ceca                                                                | Amichevole                                                               | -                                                                        | 46’                                                                      |
| 29-5-2008                                                                | Eindhoven                                                                | Paesi Bassi                                                              | 1 – 1                                                                    | Danimarca                                                                | Amichevole                                                               | -                                                                        |                                                                          |
| 1-6-2008                                                                 | Chorzów                                                                  | Polonia                                                                  | 1 – 1                                                                    | Danimarca                                                                | Amichevole                                                               | -                                                                        |                                                                          |
| 19-11-2008                                                               | Brøndby                                                                  | Danimarca                                                                | 0 – 1                                                                    | Galles                                                                   | Amichevole                                                               | -                                                                        | 60’                                                                      |
| 11-2-2009                                                                | Il Pireo                                                                 | Grecia                                                                   | 1 – 1                                                                    | Danimarca                                                                | Amichevole                                                               | -                                                                        |                                                                          |
| 28-3-2009                                                                | Ta' Qali                                                                 | Malta                                                                    | 0 – 3                                                                    | Danimarca                                                                | Qual. Mondiali 2010                                                      | -                                                                        |                                                                          |
| 14-11-2009                                                               | Esbjerg                                                                  | Danimarca                                                                | 0 – 0                                                                    | Corea del Sud                                                            | Amichevole                                                               | -                                                                        |                                                                          |
| 18-11-2009                                                               | Aarhus                                                                   | Danimarca                                                                | 3 – 1                                                                    | Stati Uniti                                                              | Amichevole                                                               | -                                                                        |                                                                          |
| 3-3-2010                                                                 | Vienna                                                                   | Austria                                                                  | 2 – 1                                                                    | Danimarca                                                                | Amichevole                                                               | -                                                                        |                                                                          |
| 1-6-2010                                                                 | Johannesburg                                                             | Australia                                                                | 1 – 0                                                                    | Danimarca                                                                | Amichevole                                                               | -                                                                        |                                                                          |
| 5-6-2010                                                                 | Pretoria                                                                 | Sudafrica                                                                | 1 – 0                                                                    | Danimarca                                                                | Amichevole                                                               | -                                                                        |                                                                          |
| 24-6-2010                                                                | Rustenburg                                                               | Danimarca                                                                | 1 – 3                                                                    | Giappone                                                                 | Mondiali 2010 - 1º turno                                                 | -                                                                        | 29’ 56’                                                                  |
| 8-10-2010                                                                | Porto                                                                    | Portogallo                                                               | 3 – 1                                                                    | Danimarca                                                                | Qual. Euro 2012                                                          | -                                                                        |                                                                          |
| 12-10-2010                                                               | Copenaghen                                                               | Danimarca                                                                | 2 – 0                                                                    | Cipro                                                                    | Qual. Euro 2012                                                          | -                                                                        | 39’                                                                      |
| Totale                                                                   |                                                                          | Presenze                                                                 | 33                                                                       |                                                                          | Reti                                                                     | 0                                                                        |                                                                          |